# Хорватия на зимних Олимпийских играх 1998
Хорватия принимала участие в Зимних Олимпийских играх 1998 года в Нагано (Япония) в третий раз за свою историю, но не завоевала ни одной медали. 

## Состав сборной
Сборная состояла из 6 спортсменов (все — мужчины), которые выступили в горнолыжном спорте, лыжных гонках и фигурном катании.
Младшей участницей сборной была 16-летняя горнолыжница Яница Костелич, самым старшим участником был 24-летний горнолыжник Ведран Павлек. Яница Костелич несла флаг Хорватии на церемонии открытия Игр.

## Результаты

### Горнолыжный спорт
Скоростные дисциплины — скоростной спуск и супергигант — прошли на горнолыжном курорте Хаппо Онэ, а слаломные дисциплины на курорте Сига Когэн.
Мужчины
| Спортсмен     | Соревнование      | 1 спуск        | 1 спуск        | 2 спуск        | 2 спуск        | 3 спуск | 3 спуск | Результат | Результат  | Результат |
| Спортсмен     | Соревнование      | Время          | Место          | Время          | Место          | Время   | Место   | Время     | Отставание | Место     |
| ------------- | ----------------- | -------------- | -------------- | -------------- | -------------- | ------- | ------- | --------- | ---------- | --------- |
| Ренато Гашпар | супергигант       | н/д            | н/д            | н/д            | н/д            | н/д     | н/д     | 1:39,85   | +5,03      | 32        |
| Ренато Гашпар | гигантский слалом | не финишировал | не финишировал | не финишировал | не финишировал | н/д     | н/д     | —         | —          | —         |
| Ведран Павлек | супергигант       | н/д            | н/д            | н/д            | н/д            | н/д     | н/д     | 1:39,63   | +4,81      | 30        |
| Ведран Павлек | гигантский слалом | 1;25,61        | 35             | 1:21,93        | 25             | н/д     | н/д     | 2:47,54   | +9,03      | 28        |
| Томас Лёдлер  | гигантский слалом | 1:23,26        | 23             | 1:20,95        | 22             | н/д     | н/д     | 2:44,21   | +5,70      | 23        |
| Томас Лёдлер  | слалом            | 57,91          | 26             | не финишировал | не финишировал | н/д     | н/д     | —         | —          | —         |

Women
| Спортсменка    | Соревнование      | 1 спуск         | 1 спуск         | 2 спуск         | 2 спуск         | 3 спуск | 3 спуск | Результат | Результат  | Результат |
| Спортсменка    | Соревнование      | Время           | Место           | Время           | Место           | Время   | Место   | Время     | Отставание | Место     |
| -------------- | ----------------- | --------------- | --------------- | --------------- | --------------- | ------- | ------- | --------- | ---------- | --------- |
| Яница Костелич | скоростной спуск  | н/д             | н/д             | н/д             | н/д             | н/д     | н/д     | 1:31,97   | +2,08      | 25        |
| Яница Костелич | супергигант       | н/д             | н/д             | н/д             | н/д             | н/д     | н/д     | 1:19,77   | +1,75      | 26        |
| Яница Костелич | гигантский слалом | 1:23,45         | 25              | 1:35,94         | 22              | н/д     | н/д     | 2:59,39   | +8,80      | 24        |
| Яница Костелич | слалом            | не финишировала | не финишировала | не финишировала | не финишировала | н/д     | н/д     | —         | —          | —         |
| Яница Костелич | комбинация        | 1:31,71         | 18              | 37,35           | 10              | 36,17   | 9       | 2:45,23   | +4,49      | 8         |

### Лыжные гонки
Соревнования прошли в деревне Хакуба в нескольких десятках километрах от Нагано. Это место характеризуется очень сложным рельефом и сложной структурой снега. За 5 минут до старта мужской гонки на 10 км начался дождь со снегом.
Мужчины — 10 классическим стилем, раздельный старт
| Спорстмен     | Дата       | Результат      | Результат      |
| Спорстмен     | Дата       | Время          | Место          |
| ------------- | ---------- | -------------- | -------------- |
| Антонио Рачки | 12 февраля | не финишировал | не финишировал |

### Фигурное катание
Соревнования женщин прошли 18 и 20 февраля в японском городе Нагано на катке спортивной арены «Белое кольцо» (ホワイトリング).
Хорватская фигуристка Ивана Якупчевич заняла 25 место в короткой программе и не прошла отбор на участие в произвольной.